# Lago Seitz
El lago Seitz  es un lago glaciar situado en las montañas Ruby, en el condado de Elko, en el noreste de Nevada, Estados Unidos. Se encuentra en la cabecera del  cañón Seitz, a una altitud de 2726 metros sobre el nivel del mar. Tiene una superficie de 6,9
hectáreas y una profundidad máxima de 6,1 metros.
El lago debe su nombre a los hermanos George y Edward Seitz, que fueron de los primeros rancheros  en Pleasant Valley.  George finalmente abandonó la zona, pero Ed Seitz se convirtió en el Sheriff del Condado de Elko en 1869.